# Librsvg
La bibliothèque librsvg est une bibliothèque libre spécialisée dans le rendu du format vectoriel Scalable Vector Graphics (SVG) et le paquetage dans lequel elle est distribuée. La bibliothèque a été conçue pour permettre à GNOME de supporter SVG. L'ensemble de librsvg est distribué sous licence LGPL.
Le paquetage source contient un outil d'affichage et de conversion SVG, ainsi qu'un greffon pour la suite Mozilla et ses dérivés (Firefox, Thunderbird et SeaMonkey)[réf. nécessaire].

## Implémentation
Les premières versions de cette bibliothèque utilisaient la bibliothèque de rendu libart (en). Depuis la version 2.13.0, elle utilise la bibliothèque Cairo.
Une réécriture en Rust est à l’œuvre depuis la version 2.41.0,.